# Okręty podwodne projektu 667BDRM
Okręty podwodne projektu 667BDRM (NATO: Delta IV) typ radzieckich okrętów podwodnych o napędzie atomowym, przenoszących szesnaście pocisków balistycznych R-29RM (NATO: SS-N-23) klasy SLBM. Okręty tego typu zaliczane są do okrętów trzeciej generacji, choć jako ostatnia modyfikacja okrętów projektu 667, czasami określana jest jako generacja pośrednia lub też generacja 2,5 albo 2+.